# Ktyrimisca galophila
Ktyrimisca galophila är en tvåvingeart som först beskrevs av Pavel Lehr 1961.  Ktyrimisca galophila ingår i släktet Ktyrimisca och familjen rovflugor. Inga underarter finns listade i Catalogue of Life.